# 嘉義廳
嘉義廳（日语：〔〕／ Kagi Chō */?）為台灣日治時期行政區劃之一，設立於1901年（明治三十四年）11月至1920年10月間。其範圍東至玉山，西臨臺灣海峽，南至急水溪為界，北至濁水溪；管轄36堡、12支廳、63區長役場、555街庄。

## 沿革
1901年11月，台灣總督府以辦務署負責地方政務，而縣及廳介於總督府與辨務署之間，造成行政事務上的欠缺靈活，而廢止「三縣四廳」，設「二十廳」之行政單位，劃分台南縣為嘉義、鹽水港、台南、蕃薯藔、鳳山、阿猴等六廳，嘉義廳就此成立，下轄直隸、樸仔腳、東石港、新港、打貓、中埔、梅仔坑、大莆林等7支廳。明治42年（1909年）10月，台灣總督府將原有之二十廳，廢止合為十二廳，嘉義廳合併原斗六廳之大部分（除林圯埔併入南投廳外）、鹽水港廳之北半部。
大正9年（1920年）7月，時任台灣總督田健治郎為提高地方官的權限，廢西部十廳，實施「五州二廳」制度，嘉義廳與台南廳合併為台南州。因台灣總督府決定廢止嘉義廳，曾引發嘉義士紳組成「嘉義置州同盟會」，推動設置嘉義州。
| 1897年6月 | 1898年6月 | 1901年11月 | 1901年11月 | 1909年10月 | 1909年10月 | 1920年10月 | 1920年10月             |
| --------- | --------- | ---------- | ---------- | ---------- | ---------- | ---------- | ---------------------- |
| 台中縣    | 台中縣    | 斗六廳     | 直轄       | 嘉義廳     | 斗六支廳   | 臺南州     | 斗六郡、虎尾郡         |
| 台中縣    | 台中縣    | 斗六廳     | 崁頭厝支廳 | 嘉義廳     | 斗六支廳   | 臺南州     | 斗六郡、虎尾郡         |
| 台中縣    | 台中縣    | 斗六廳     | 西螺支廳   | 嘉義廳     | 西螺支廳   | 臺南州     | 斗六郡、虎尾郡         |
| 台中縣    | 台中縣    | 斗六廳     | 崙背支廳   | 嘉義廳     | 西螺支廳   | 臺南州     | 斗六郡、虎尾郡         |
| 台中縣    | 台中縣    | 斗六廳     | 北港支廳   | 嘉義廳     | 北港支廳   | 臺南州     | 北港郡                 |
| 台中縣    | 台中縣    | 斗六廳     | 下湖口支廳 | 嘉義廳     | 下湖口支廳 | 臺南州     | 北港郡、虎尾郡         |
| 台中縣    | 台中縣    | 斗六廳     | 土庫支廳   | 嘉義廳     | 土庫支廳   | 臺南州     | 斗六郡、虎尾郡、嘉義郡 |
| 嘉義縣    | 台南縣    | 嘉義廳     | 直轄       | 嘉義廳     | 直轄       | 臺南州     | 嘉義郡                 |
| 嘉義縣    | 台南縣    | 嘉義廳     | 中埔支廳   | 嘉義廳     | 中埔支廳   | 臺南州     | 嘉義郡                 |
| 嘉義縣    | 台南縣    | 嘉義廳     | 梅仔坑支廳 | 嘉義廳     | 竹頭崎支廳 | 臺南州     | 嘉義郡                 |
| 嘉義縣    | 台南縣    | 嘉義廳     | 打貓支廳   | 嘉義廳     | 打貓支廳   | 臺南州     | 嘉義郡                 |
| 嘉義縣    | 台南縣    | 嘉義廳     | 大莆林支廳 | 嘉義廳     | 打貓支廳   | 臺南州     | 嘉義郡                 |
| 嘉義縣    | 台南縣    | 嘉義廳     | 新港支廳   | 嘉義廳     | 打貓支廳   | 臺南州     | 嘉義郡                 |
| 嘉義縣    | 台南縣    | 嘉義廳     | 樸仔腳支廳 | 嘉義廳     | 樸仔腳支廳 | 臺南州     | 東石郡                 |
| 嘉義縣    | 台南縣    | 嘉義廳     | 東石港支廳 | 嘉義廳     | 東石港支廳 | 臺南州     | 東石郡                 |
| 嘉義縣    | 台南縣    | 鹽水港廳   | 直轄       | 嘉義廳     | 鹽水港支廳 | 臺南州     | 新營郡、東石郡         |
| 嘉義縣    | 台南縣    | 鹽水港廳   | 新營庄支廳 | 嘉義廳     | 鹽水港支廳 | 臺南州     | 新營郡、東石郡         |
| 嘉義縣    | 台南縣    | 鹽水港廳   | 店仔口支廳 | 嘉義廳     | 店仔口支廳 | 臺南州     | 新營郡、嘉義郡         |
| 嘉義縣    | 台南縣    | 鹽水港廳   | 前大埔支廳 | 嘉義廳     | 店仔口支廳 | 臺南州     | 新營郡、嘉義郡         |

## 行政區劃

### 1901年後 (二十廳時期)

1901年嘉義廳位置，中間灰色下方的紅色地區

嘉義廳在1901年11月11日成立，劃分為嘉義廳直轄、樸仔腳支廳（轄樸仔腳區、大槺榔區、灣內區、六腳佃區、鴨母藔區、後潭區、鹿仔草區）、東石港支廳（轄東石港區、鰲鼓區、港墘區、布袋嘴區）、新港支廳（轄新港區、大潭區、月眉潭區）、打貓支廳（轄打貓區、雙溪口區、崙仔頂區、牛稠山區、大崎腳區）、中埔支廳（轄中埔區、白芒埔區、後大埔區、番仔路區）、梅仔坑支廳（轄梅仔坑區、大坪區）、大莆林支廳（轄內林區、中林區、大莆林區）等7支廳。
1902年5月6日，由於黃國鎮抗日事件，嘉義廳為了加強後大埔地區的治安，從中埔支廳劃出成立「後大埔支廳」，管轄「後大埔區」。1903年3月31日，由於大莆林地區的抗日活動趨緩，已無鎮壓土匪的需要，考量大莆林支廳與打貓支廳相較已無存續必要，因此廢止大莆林支廳。1904年2月20日，嘉義廳實施實施街庄整併，此時嘉義廳劃分為38個區；4月1日，布袋嘴區改隸鹽水港廳。4月20日，「走賊宅庄」編入港墘區；同年8月15日，「舊糞箕湖庄」從大坪區劃出，併入番仔路區大湖庄。1905年7月1日，嘉義廳劃分為22個區。1906年9月1日，新港支廳併入打貓支廳。1907年4月1日，由於梅仔坑地區抗日活動趨緩，嘉義廳因此裁撤梅仔坑支廳，並將原梅仔坑支廳、嘉義廳直轄的竹頭崎庄等9庄合併成立「竹頭崎支廳」。
| 支廳       | 區       | 區       | 堡里         | 管轄街庄 | 備註               |
| 支廳       | 1904年   | 1905年   | 堡里         | 管轄街庄 | 備註               |
| ---------- | -------- | -------- | ------------ | --- | ------------------ |
| 直隸       | 嘉義東區 | 嘉義區   | 嘉義西堡     | 嘉義街 |                    |
| 直隸       | 嘉義西區 | 嘉義區   | 嘉義西堡     | 嘉義街 |                    |
| 直隸       | 嘉義南區 | 嘉義區   | 嘉義西堡     | 嘉義街 |                    |
| 直隸       | 嘉義北區 | 嘉義區   | 嘉義西堡     | 嘉義街 |                    |
| 直隸       | 山仔頂區 | 山仔頂區 | 嘉義西堡     | 山仔頂庄、盧厝庄、紅毛埤庄、下路頭庄、車店庄                                                                           |                    |
| 直隸       | 臺斗坑區 | 臺斗坑區 | 嘉義西堡     | 臺斗坑庄、後湖庄、埤仔頭庄、北社尾庄、竹圍仔庄、竹仔腳庄、水虞厝庄、過溝庄                                             |                    |
| 直隸       | 水堀頭區 | 水堀頭區 | 嘉義西堡     | 湖仔內庄、崎仔頭庄、水堀頭街、十一指厝庄、南靖庄、柳仔林庄、外溪洲庄                                                   |                    |
| 直隸       | 柴頭港區 | 水堀頭區 | 柴頭港堡     | 下塗溝庄、大崙庄、大堀尾庄、巷口庄、粗溪庄、下藔庄、埤蔴腳庄、白鴿厝庄、管事厝庄、大溪厝庄、柴頭港庄、港仔坪庄、劉厝庄 |                    |
| 中埔支廳   | 中埔區   | 中埔區   | 嘉義東堡     | 下六庄、頂六庄、樹頭埔庄、枋樹腳庄、石頭厝庄、中埔庄、鹽館庄、社口庄、灣潭仔庄、龍山腳庄、柚仔宅庄                     |                    |
| 中埔支廳   | 白芒埔區 | 中埔區   | 嘉義東堡     | 深坑庄、白芒埔庄、頂埔庄、竹頭崎庄、石硦庄、三層崎庄、中崙庄、凍仔腳庄、草山庄                                         |                    |
| 中埔支廳   | 番仔路區 | 番仔路區 | 嘉義東堡     | 內甕庄、轆仔腳庄、下坑庄、番仔路庄、大湖庄、公田庄                                                                     |                    |
| 後大埔支廳 | 後大埔區 | 後大埔區 | 嘉義東堡     | 後大埔庄 | 1902年設立         |
| 打貓支廳   | 大莆林區 | 大莆林區 | 打貓北堡     | 大莆林街、大湖庄、甘蔗崙庄、排仔路庄、下埤頭庄                                                                         | 原屬大莆林支廳     |
| 打貓支廳   | 大莆林區 | 大莆林區 | 打貓東下堡   | 潭底庄 | 原屬大莆林支廳     |
| 打貓支廳   | 中林區   | 大莆林區 | 打貓東下堡   | 大埔美庄、林仔前庄、中林庄、中坑庄、頂員林庄                                                                           | 原屬大莆林支廳     |
| 打貓支廳   | 內林區   | 大莆林區 | 打猫東頂堡   | 三角庄、林頭庄、溝背庄、橋仔頭庄、北勢庄、湖仔庄、內林庄                                                               | 原屬大莆林支廳     |
| 竹頭崎支廳 | 梅仔坑區 | 梅仔坑區 | 打猫東頂堡   | 梅仔坑庄、過山庄、雙溪庄、大草埔庄、大半天藔庄、九芎坑庄、圳頭庄                                                       | 原屬梅仔坑支廳     |
| 竹頭崎支廳 | 大坪區   | 梅仔坑區 | 打猫東頂堡   | 大坪庄、龍眼林庄、生毛樹庄、科仔林庄                                                                                   | 原屬梅仔坑支廳     |
| 竹頭崎支廳 | 竹頭崎區 | 鹿蔴產區 | 大目根堡     | 竹頭崎庄、瓦厝埔庄、覆鐤金庄、緞厝藔庄、金獅藔庄                                                                       | 原屬廳直轄         |
| 竹頭崎支廳 | 鹿蔴產區 | 鹿蔴產區 | 大目根堡     | 鹿蔴產庄、灣橋庄、內埔仔庄、樟樹坪庄                                                                                   | 原屬廳直轄         |
| 打貓支廳   | 大崎腳區 | 大崎腳區 | 打貓東下堡   | 北勢仔庄、大坵園庄、林仔尾庄、山仔門庄、蕃仔潭庄、羗仔科庄、沙坑仔庄、獅仔頭庄、大崎腳庄、松仔腳庄、陳厝藔庄、葉仔藔庄 |                    |
| 打貓支廳   | 牛斗山區 | 大崎腳區 | 打貓東下堡   | 頭橋庄、塗樓庄 |                    |
| 打貓支廳   | 牛斗山區 | 打貓區   | 打猫南堡     | 田中央庄、江厝店庄、牛斗山庄、鴨母坔庄、牛稠溪庄                                                                       |                    |
| 打貓支廳   | 崙仔頂庄 | 打貓區   | 打猫南堡     | 好收庄、崙仔頂庄、頂藔庄、新庄仔庄                                                                                     |                    |
| 打貓支廳   | 崙仔頂庄 | 雙溪口區 | 打猫南堡     | 三疊溪庄、柳仔溝庄 |                    |
| 打貓支廳   | 打貓區   | 打貓區   | 打猫南堡     | 東勢湖庄、菁埔庄、打猫街、番仔庄、雙援庄、竹仔腳庄                                                                     |                    |
| 打貓支廳   | 打貓區   | 雙溪口區 | 打猫南堡     | 西庄、厝仔庄 |                    |
| 打貓支廳   | 雙溪口區 | 雙溪口區 | 打猫南堡     | 頂坪庄、雙溪口庄、上崙庄、崙尾庄、本廳庄                                                                               |                    |
| 打貓支廳   | 大潭區   | 新港區   | 打猫南堡     | 海豐仔庄 | 原屬新港支廳       |
| 打貓支廳   | 大潭區   | 新港區   | 打貓西堡     | 崙仔庄、柴林腳庄、埤仔頭庄、古民庄、大潭庄、後底湖庄                                                                   | 原屬新港支廳       |
| 打貓支廳   | 新港區   | 新港區   | 打貓西堡     | 新港街、後庄、埤頭庄、舊南港庄、板頭厝庄                                                                               | 原屬新港支廳       |
| 打貓支廳   | 月眉潭區 | 月眉潭區 | 牛稠溪堡     | 大崙庄、潭仔墘庄、大客庄、中洋仔庄、月眉潭庄、三間厝庄、溪北庄、番婆庄、菜公厝庄                                       | 原屬新港支廳       |
| 樸仔腳支廳 | 鹿仔草區 | 鹿仔草區 | 鹿仔草堡     | 鹿仔草庄、山仔腳庄、下半天庄、中藔庄、海豐庄、後藔庄、蔴荳店庄、後堀庄、施厝藔庄                                       |                    |
| 樸仔腳支廳 | 後潭區   | 後潭區   | 大槺榔東下堡 | 崙仔頂庄、頂港仔墘庄、茄苳腳庄、梅仔厝庄、埔心庄、後潭庄                                                               |                    |
| 樸仔腳支廳 | 後潭區   | 後潭區   | 大槺榔西堡   | 太保庄、東勢藔庄、新埤庄、田尾庄、溪南庄                                                                               |                    |
| 樸仔腳支廳 | 灣內區   | 灣內區   | 大槺榔西堡   | 蒜頭庄、灣內庄、雙涵庄、大塗師庄、三姓藔庄、港尾藔庄、崙仔庄、六斗尾庄、蘇厝藔庄                                       |                    |
| 樸仔腳支廳 | 六腳佃區 | 六腳佃區 | 大槺榔西堡   | 竹仔腳庄、潭仔墘庄、六腳佃庄、更藔庄、後崩山庄、林內庄                                                                 |                    |
| 樸仔腳支廳 | 大槺榔區 | 樸仔腳區 | 大槺榔西堡   | 下竹圍庄、雙溪口庄、下雙溪庄、溪墘厝庄、大槺榔庄、小槺榔庄                                                             |                    |
| 樸仔腳支廳 | 樸仔腳區 | 樸仔腳區 | 大槺榔西堡   | 樸仔腳街 |                    |
| 樸仔腳支廳 | 鴨母藔區 | 樸仔腳區 | 大坵田西堡   | 𧃽菜埔庄、崁前庄、崁後庄、龜仔港庄、鴨母藔庄、吳竹仔腳庄、新庄、馬稠後庄                                               |                    |
| 東石港支廳 | 港墘區   | 港墘區   | 大坵田西堡   | 雙連潭庄、圍仔內庄、港墘庄、下蔦松庄、洲仔庄、湖底庄、後埔庄、塭仔庄、栗仔崙庄、掌潭庄、中洲庄、走賊宅庄               |                    |
| 東石港支廳 | 布袋嘴區 | -        | 大坵田西堡   | 內田庄、考試潭庄、布袋嘴庄、前東港庄、新塭庄                                                                           | 1904年改隸鹽水港廳 |
| 東石港支廳 | 東石港區 | 東石港區 | 大坵田西堡   | 頂東石庄、三塊厝庄、海埔庄、墩仔頭庄、塭港庄、型厝藔庄、山藔庄                                                         |                    |
| 東石港支廳 | 鰲鼓區   | 東石港區 | 大坵田西堡   | 副瀨庄、港墘厝庄、頂厝仔庄                                                                                             |                    |
| 東石港支廳 | 鰲鼓區   | 東石港區 | 蔦松堡       | 頂揖仔藔庄、下揖仔藔庄、溪仔下庄、蚶仔藔庄、鰲鼓庄                                                                     |                    |

### 1909年後 (十二廳時期)

1909年嘉義廳位置，西側紅色地區

明治42年（1909年）10月25日，台灣總督府將原有之二十廳，廢止合為十二廳，嘉義廳合併原斗六廳（除林圯埔支廳併入南投廳外）、部分鹽水港廳，管轄範圍東至玉山，西臨臺灣海峽，南至急水溪鄰台南廳，北至濁水溪鄰台中廳。此時的嘉義廳下轄土庫、斗六（斗六廳直轄、崁頭厝支廳、林圮埔支廳草嶺庄）、西螺（合併原斗六廳崙背支廳）、下湖口、北港、中埔（合併後大埔支廳）、竹頭崎、打貓、樸仔腳、東石港（合併原鹽水港廳布袋嘴支廳）、鹽水港（鹽水港廳直轄、六甲支廳果毅後區、北門嶼支廳孫厝藔庄）、店仔口（合併前大埔支廳）等12個支廳，而原屬鹽水港廳北門嶼支廳的過路仔庄、芋仔藔庄改編入東石港支廳；管轄範圍包括：嘉義東堡、嘉義西堡、大目根堡、打貓東頂堡、打貓東下堡、打貓南堡、打貓北堡、打貓西堡、白沙墩堡、大坵田堡、他里霧堡、斗六堡、溪洲堡、西螺堡、布嶼堡、海豐堡、尖山堡、蔦松堡、大槺榔東頂堡、大槺榔東下堡、鹿仔草堡、大坵田西堡、大槺榔西堡、牛稠溪堡、柴頭港堡、白鬚公潭堡、龍蛟潭堡、鹽水港堡、太子宮堡、鐵線橋堡、果毅後堡、哆囉嘓東頂堡、哆囉嘓東下堡、哆囉嘓西堡、下茄苳南堡、下茄苳北堡等36堡。
1912年1月24日，中埔支廳大湖庄的土名糞箕湖、石棹、頂笨仔、柑仔宅、茄冬仔合併新設「糞箕湖庄」，隸屬竹頭崎支廳。1913年7月29日，當局考量三角仔庄位於八掌溪北側，在溪水高漲時會導致渡河的交通不易，因此將原隸屬鹽水港支廳的「三角仔庄」改隸樸仔腳支廳。1914年3月7日，打貓支廳廳舍從番婆庄遷到月眉潭庄，下湖口支廳廳舍從林厝藔庄遷到飛沙庄。1914年5月21日，鹿蔴產區更名為「竹頭崎區」。1915年2月27日，下湖口支廳廢止，其所屬街庄改隸北港支廳、土庫支廳。1920年3月10日，當局考量中埔支廳「草山庄」實際上與北側的番仔路區來往較密切，因此將其由中埔區改隸同支廳番仔路區。
| 支廳       | 區       | 堡里         | 管轄街庄（粗體為區長役場位置） | 1920年後 |
| ---------- | -------- | ------------ | --- | -------- |
| 直隸       | 嘉義區   | 嘉義西堡     | 嘉義街 | 嘉義街   |
| 直隸       | 山仔頂區 | 嘉義西堡     | 山仔頂庄、盧厝庄、紅毛埤庄、下路頭庄、車店庄 | 嘉義街   |
| 直隸       | 臺斗坑區 | 嘉義西堡     | 臺斗坑庄、後湖庄、埤仔頭庄、北社尾庄、竹圍仔庄、竹仔腳庄 | 嘉義街   |
| 直隸       | 臺斗坑區 | 嘉義西堡     | 水虞厝庄、過溝庄 | 太保庄   |
| 直隸       | 水堀頭區 | 嘉義西堡     | 湖仔內庄、崎仔頭庄、水堀頭街、十一指厝庄、南靖庄、柳仔林庄、外溪洲庄 | 水上庄   |
| 直隸       | 水堀頭區 | 柴頭港堡     | 下塗溝庄、大崙庄、大堀尾庄、巷口庄、粗溪庄、下藔庄 | 水上庄   |
| 直隸       | 水堀頭區 | 柴頭港堡     | 埤蔴腳庄、白鴿厝庄、管事厝庄 | 太保庄   |
| 直隸       | 水堀頭區 | 柴頭港堡     | 大溪厝庄、柴頭港庄、港仔坪庄、劉厝庄 | 嘉義街   |
| 中埔支廳   | 中埔區   | 嘉義東堡     | 下六庄、頂六庄、樹頭埔庄、枋樹腳庄、石頭厝庄、中埔庄、鹽館庄、社口庄、灣潭仔庄、龍山腳庄、柚仔宅庄、深坑庄、白芒埔庄、頂埔庄、竹頭崎庄、石硦庄、三層崎庄、中崙庄、凍仔腳庄 | 中埔庄   |
| 中埔支廳   | 番仔路區 | 嘉義東堡     | 內甕庄、轆仔腳庄、下坑庄、番仔路庄、大湖庄、公田庄、草山庄 | 番路庄   |
| 中埔支廳   | 後大埔區 | 嘉義東堡     | 後大埔庄 | 大埔庄   |
| 竹頭崎支廳 | 梅仔坑區 | 打猫東頂堡   | 梅仔坑庄、過山庄、雙溪庄、大草埔庄、大半天藔庄、九芎坑庄、圳頭庄、大坪庄、龍眼林庄、生毛樹庄、科仔林庄                                                                     | 小梅庄   |
| 竹頭崎支廳 | 竹頭崎區 | 大目根堡     | 竹頭崎庄、瓦厝埔庄、覆鐤金庄、緞厝藔庄、金獅藔庄、鹿蔴產庄、灣橋庄、內埔仔庄、樟樹坪庄                                                                                     | 竹崎庄   |
| 竹頭崎支廳 | 竹頭崎區 | 嘉義東堡     | 糞箕湖庄 | 竹崎庄   |
| 打貓支廳   | 大莆林區 | 打貓北堡     | 大莆林街、大湖庄、甘蔗崙庄、排仔路庄、下埤頭庄 | 大林庄   |
| 打貓支廳   | 大莆林區 | 打猫東頂堡   | 三角庄、林頭庄、溝背庄、橋仔頭庄、北勢庄、湖仔庄、內林庄 | 大林庄   |
| 打貓支廳   | 大莆林區 | 打貓東下堡   | 潭底庄、大埔美庄、林仔前庄、中林庄、中坑庄、頂員林庄 | 大林庄   |
| 打貓支廳   | 大崎腳區 | 打貓東下堡   | 山仔門庄、蕃仔潭庄、羗仔科庄、沙坑仔庄、獅仔頭庄 | 竹崎庄   |
| 打貓支廳   | 大崎腳區 | 打貓東下堡   | 北勢仔庄、大坵園庄、林仔尾庄、大崎腳庄、松仔腳庄、陳厝藔庄、葉仔藔庄、頭橋庄、塗樓庄                                                                                       | 民雄庄   |
| 打貓支廳   | 打貓區   | 打猫南堡     | 田中央庄、江厝店庄、牛斗山庄、鴨母坔庄、牛稠溪庄、好收庄、崙仔頂庄、頂藔庄、新庄仔庄、東勢湖庄、菁埔庄、打猫街、番仔庄、雙援庄、竹仔腳庄                                   | 民雄庄   |
| 打貓支廳   | 雙溪口區 | 打猫南堡     | 三疊溪庄、柳仔溝庄、頂坪庄、上崙庄、崙尾庄、本廳庄、厝仔庄、雙溪口庄 | 溪口庄   |
| 打貓支廳   | 雙溪口區 | 打猫南堡     | 西庄 | 新巷庄   |
| 打貓支廳   | 新港區   | 打猫南堡     | 海豐仔庄 | 新巷庄   |
| 打貓支廳   | 新港區   | 打貓西堡     | 柴林腳庄 | 溪口庄   |
| 打貓支廳   | 新港區   | 打貓西堡     | 崙仔庄、埤仔頭庄、古民庄、大潭庄、後底湖庄、新港街、後庄、埤頭庄、舊南港庄、板頭厝庄                                                                                       | 新巷庄   |
| 打貓支廳   | 月眉潭區 | 牛稠溪堡     | 大崙庄、潭仔墘庄、大客庄、中洋仔庄、月眉潭庄、三間厝庄、溪北庄、番婆庄、菜公厝庄                                                                                           | 新巷庄   |
| 土庫支廳   | 東勢厝區 | 海豐堡       | 五塊藔庄、火燒牛稠庄、東勢厝庄、牛埔頭庄、程海厝庄、路利潭庄、下許厝藔庄、番仔藔庄                                                                                         | 海口庄   |
| 土庫支廳   | 崙仔頂區 | 海豐堡       | 崙仔頂庄、普令厝庄、山藔庄、什張犁庄、牛厝庄、坵厝庄、溪頂庄、海口厝庄、五條港庄、新興庄、蚊港庄                                                                           | 海口庄   |
| 土庫支廳   | 土庫區   | 大坵田堡     | 土庫庄、過港區、新興區、糞箕湖庄、石廟仔庄、埤腳庄、大荖庄 | 土庫庄   |
| 土庫支廳   | 土庫區   | 大坵田堡     | 三合庄、湳仔庄 | 虎尾街   |
| 土庫支廳   | 大墩仔區 | 大坵田堡     | 大墩仔庄、牛埔仔庄、竹圍仔庄、平和厝庄、埒內庄、五間厝庄、蕃薯庄、廉使庄、北溪厝庄                                                                                         | 虎尾街   |
| 土庫支廳   | 大埤頭區 | 打貓北堡     | 大埤頭庄、舊庄、蘆竹巷庄 | 大埤庄   |
| 土庫支廳   | 大埤頭區 | 打貓北堡     | 游厝庄 | 溪口庄   |
| 土庫支廳   | 埔姜崙區 | 布嶼堡       | 埔姜崙庄、潮洋厝庄、馬鳴山庄、龍巖庄、馬公厝庄、崙內庄 | 土庫庄   |
| 土庫支廳   | 埔姜崙區 | 布嶼堡       | 月眉庄、同安厝庄 | 海口庄   |
| 西螺支廳   | 油車區   | 布嶼堡       | 崩溝藔庄 | 崙背庄   |
| 西螺支廳   | 油車區   | 布嶼堡       | 二崙仔庄、大義崙庄、八角亭庄、番社庄、油車庄、大庄、惠來厝庄 | 二崙庄   |
| 西螺支廳   | 崙背區   | 布嶼堡       | 田尾庄、三塊厝庄 | 二崙庄   |
| 西螺支廳   | 崙背區   | 布嶼堡       | 崙背庄、五塊厝庄、舊庄、草湖庄、貓兒干庄、興化厝庄、大有庄、阿勸庄、羅厝庄                                                                                                 | 崙背庄   |
| 西螺支廳   | 崙背區   | 布嶼堡       | 新庄仔庄 | 土庫庄   |
| 西螺支廳   | 麥藔區   | 海豐堡       | 麥藔庄、沙崙後庄、橋頭庄、雷厝庄、施厝藔庄、許厝藔庄 | 崙背庄   |
| 西螺支廳   | 西螺區   | 西螺堡       | 番仔庄、莿桐巷庄 | 莿桐庄   |
| 西螺支廳   | 西螺區   | 西螺堡       | 西螺街、茄苳庄、新宅庄、三塊厝庄、埤頭垻庄 | 西螺街   |
| 西螺支廳   | 新社區   | 西螺堡       | 頂湳庄、社口庄、埔心庄、下湳庄、吳厝庄、新社庄 | 西螺街   |
| 西螺支廳   | 新社區   | 西螺堡       | 新庄仔庄、永定厝庄、港後庄 | 二崙庄   |
| 斗六支廳   | 斗六區   | 斗六堡       | 水碓庄 | 古坑庄   |
| 斗六支廳   | 斗六區   | 斗六堡       | 斗六街、海豐崙庄、大北勢庄、保長廍庄、大潭庄、九老爺庄、大崙庄、溝仔垻庄、林仔頭庄、石榴班庄                                                                               | 斗六街   |
| 斗六支廳   | 林內區   | 斗六堡       | 林內庄、九芎林庄 | 斗六街   |
| 斗六支廳   | 菜公區   | 斗六堡       | 內林庄、咬狗庄、菜公庄 | 斗六街   |
| 斗六支廳   | 菜公區   | 斗六堡       | 棋盤厝庄、新庄、溪邊厝庄、高厝林仔頭庄 | 古坑庄   |
| 斗六支廳   | 樹仔腳區 | 溪洲堡       | 竹圍仔庄、烏塗仔庄 | 斗六街   |
| 斗六支廳   | 樹仔腳區 | 溪洲堡       | 樹仔腳庄、湖仔內庄、蔴園庄、大埔尾庄、新庄仔庄 | 莿桐庄   |
| 斗六支廳   | 他里霧區 | 他里霧堡     | 他里霧庄、舊社庄、林仔庄、石龜溪庄、南勢庄、阿丹庄、溫厝角庄、新庄、田頭庄、五間厝庄、大東庄、小東庄                                                                       | 斗南庄   |
| 斗六支廳   | 他里霧區 | 他里霧堡     | 過溪仔庄、惠來厝庄 | 虎尾街   |
| 斗六支廳   | 茄苳腳區 | 他里霧堡     | 茄苳腳庄、埤頭庄、埔羗崙庄、佃仔林庄 | 大埤庄   |
| 斗六支廳   | 崁頭厝區 | 他里霧堡     | 庵古坑庄、蔴園庄 | 古坑庄   |
| 斗六支廳   | 崁頭厝區 | 打猫東頂堡   | 崁頭厝庄、大湖底庄、崁腳庄、苦苓腳庄、樟湖庄、草嶺庄 | 古坑庄   |
| 北港支廳   | 北港區   | 大槺榔東頂堡 | 北港街、新街庄、後溝仔庄、草湖庄、溝皂庄 | 北港街   |
| 北港支廳   | 水燦林區 | 大槺榔東頂堡 | 蕃仔溝庄、好收庄、樹仔腳庄、扶朝家庄 | 北港街   |
| 北港支廳   | 水燦林區 | 大槺榔東頂堡 | 水燦林庄、土間厝庄、春牛埔庄、車巷口庄 | 水林庄   |
| 北港支廳   | 頂蔦松區 | 蔦松堡       | 頂蔦松庄、欍仔埔庄、蕃薯厝庄、後藔庄、溪墘厝庄 | 水林庄   |
| 北港支廳   | 牛挑灣區 | 尖山堡       | 牛挑灣庄、食水窟庄、大溝庄、萬興庄、尖山庄 | 水林庄   |
| 北港支廳   | 牛挑灣區 | 尖山堡       | 蔡厝庄、下藔庄、鹿場庄、羊稠厝庄、四湖庄、溪底庄 | 四湖庄   |
| 北港支廳   | 下湖口區 | 尖山堡       | 新港庄、蚵藔庄、牛尿港庄、下湖口庄、水井庄、椬梧庄、謝厝藔庄 | 口湖庄   |
| 北港支廳   | 下崙區   | 尖山堡       | 口湖庄、下崙庄、外埔庄 | 口湖庄   |
| 北港支廳   | 下崙區   | 尖山堡       | 溪尾庄、三條崙庄、內湖庄、萡仔藔庄、飛沙庄、林厝藔庄 | 四湖庄   |
| 北港支廳   | 元長區   | 白沙墩堡     | 客仔厝庄、下藔庄、頂藔庄、內藔庄、鹿藔庄、子茂庄、元長庄、龍岩厝庄、合和庄、山仔內庄、後湖庄、五塊藔庄、潭內庄                                                             | 元長庄   |
| 樸仔腳支廳 | 鹿仔草區 | 鹿仔草堡     | 鹿仔草庄、山仔腳庄、下半天庄、中藔庄、海豐庄、後藔庄、蔴荳店庄、後堀庄、施厝藔庄                                                                                           | 鹿草庄   |
| 樸仔腳支廳 | 鹿仔草區 | 下茄苳北堡   | 三角仔庄 | 鹿草庄   |
| 樸仔腳支廳 | 後潭區   | 大槺榔東下堡 | 梅仔厝庄、埔心庄 | 鹿草庄   |
| 樸仔腳支廳 | 後潭區   | 大槺榔東下堡 | 後潭庄、崙仔頂庄、頂港仔墘庄、茄苳腳庄 | 太保庄   |
| 樸仔腳支廳 | 後潭區   | 大槺榔西堡   | 太保庄、東勢藔庄、新埤庄、田尾庄、溪南庄 | 太保庄   |
| 樸仔腳支廳 | 灣內區   | 大槺榔西堡   | 蒜頭庄、灣內庄、雙涵庄、大塗師庄、三姓藔庄、港尾藔庄、崙仔庄、六斗尾庄、蘇厝藔庄                                                                                           | 六腳庄   |
| 樸仔腳支廳 | 六腳佃區 | 大槺榔西堡   | 竹仔腳庄、潭仔墘庄、六腳佃庄、更藔庄、後崩山庄、林內庄 | 六腳庄   |
| 樸仔腳支廳 | 樸仔腳區 | 大槺榔西堡   | 下雙溪庄、溪墘厝庄 | 六腳庄   |
| 樸仔腳支廳 | 樸仔腳區 | 大槺榔西堡   | 樸仔腳街、下竹圍庄、雙溪口庄、大槺榔庄、小槺榔庄 | 朴子街   |
| 樸仔腳支廳 | 樸仔腳區 | 大坵田西堡   | 𧃽菜埔庄、崁前庄、崁後庄、龜仔港庄、鴨母藔庄、吳竹仔腳庄、新庄 | 朴子街   |
| 樸仔腳支廳 | 樸仔腳區 | 大坵田西堡   | 馬稠後庄 | 鹿草庄   |
| 東石港支廳 | 港墘區   | 大坵田西堡   | 雙連潭庄、圍仔內庄、港墘庄、下蔦松庄、洲仔庄、湖底庄、後埔庄、塭仔庄、栗仔崙庄、掌潭庄、中洲庄、走賊宅庄                                                                   | 東石庄   |
| 東石港支廳 | 東石港區 | 大坵田西堡   | 副瀨庄、港墘厝庄、頂厝仔庄、頂東石庄、塭港庄、山藔庄、三塊厝庄、墩仔頭庄、海埔庄、型厝藔庄                                                                                 | 東石庄   |
| 東石港支廳 | 東石港區 | 蔦松堡       | 頂揖仔藔庄、下揖仔藔庄、溪仔下庄、蚶仔藔庄、鰲鼓庄 | 東石庄   |
| 東石港支廳 | 布袋嘴區 | 大坵田西堡   | 內田庄、考試潭庄、布袋嘴庄、前東港庄、新塭庄 | 布袋庄   |
| 東石港支廳 | 布袋嘴區 | 龍蛟潭堡     | 新店庄、北港仔庄、後鎮庄 | 義竹庄   |
| 東石港支廳 | 東後藔區 | 龍蛟潭堡     | 東後藔庄、新庄、龍蛟潭庄、安溪藔庄、埤仔頭庄、頭竹圍庄、牛稠底庄、義竹圍庄、角帶圍庄、西後藔庄、過路仔庄、芋仔藔庄                                                         | 義竹庄   |
| 東石港支廳 | 東後藔區 | 白鬚公潭堡   | 溪洲庄 | 義竹庄   |
| 東石港支廳 | 南勢竹區 | 白鬚公潭堡   | 牛挑灣庄、南勢竹庄 | 義竹庄   |
| 東石港支廳 | 南勢竹區 | 白鬚公潭堡   | 樹林頭庄、溪墘庄、過溝庄、貴舍庄 | 布袋庄   |
| 東石港支廳 | 南勢竹區 | 龍蛟潭堡     | 崩山庄、菜舖廍庄 | 布袋庄   |
| 鹽水港支廳 | 頂潭區   | 白鬚公潭堡   | 頂潭庄、下潭庄、竹仔腳庄、龜佛山庄、後庄仔庄 | 鹿草庄   |
| 鹽水港支廳 | 頂潭區   | 白鬚公潭堡   | 五間厝庄 | 義竹庄   |
| 鹽水港支廳 | 菁藔區   | 白鬚公潭堡   | 白沙墩庄 | 後壁庄   |
| 鹽水港支廳 | 菁藔區   | 下茄苳北堡   | 菁藔庄、崩埤庄、長短樹庄、竹圍後庄、新港東庄 | 後壁庄   |
| 鹽水港支廳 | 鹽水港區 | 鹽水港堡     | 鹽水港街、土庫庄、竹仔腳庄、溪洲藔庄、岸內庄、下中庄 | 鹽水街   |
| 鹽水港支廳 | 舊營區   | 鹽水港堡     | 舊營庄、番仔厝庄、田藔庄、飯店庄、孫厝藔庄 | 鹽水街   |
| 鹽水港支廳 | 舊營區   | 鐵線橋堡     | 天保厝庄、坔頭港庄、竹仔腳庄 | 鹽水街   |
| 鹽水港支廳 | 查畝營區 | 鐵線橋堡     | 鐵線橋庄、秀才庄、姑爺庄 | 新營街   |
| 鹽水港支廳 | 查畝營區 | 鐵線橋堡     | 查畝營庄、火燒店庄、八老爺庄 | 柳營庄   |
| 鹽水港支廳 | 果毅後區 | 鐵線橋堡     | 路東庄、五軍營庄、太康庄 | 柳營庄   |
| 鹽水港支廳 | 果毅後區 | 果毅後堡     | 果毅後庄、新厝庄、大腳腿庄、小腳腿庄、山仔腳庄 | 柳營庄   |
| 鹽水港支廳 | 新營區   | 太子宮堡     | 新營庄、茄苳腳庄、太子宮庄、舊廍庄、下角帶圍庄 | 新營街   |
| 鹽水港支廳 | 新營區   | 下茄苳南堡   | 許丑庄、埤藔庄、王公廟庄、後鎮庄 | 新營街   |
| 店仔口支廳 | 店仔口區 | 下茄苳南堡   | 店仔口街、頂秀祐庄、下秀祐庄、客庄內庄 | 白河庄   |
| 店仔口支廳 | 店仔口區 | 哆囉嘓東下堡 | 六重溪庄、關仔嶺庄、白水溪庄 | 白河庄   |
| 店仔口支廳 | 店仔口區 | 哆囉嘓西堡   | 糞箕湖庄、崁仔頭庄 | 白河庄   |
| 店仔口支廳 | 海豐厝區 | 下茄苳北堡   | 下茄苳庄、上茄苳庄、土溝庄 | 後壁庄   |
| 店仔口支廳 | 海豐厝區 | 下茄苳北堡   | 海豐厝庄、大排竹庄、詔安厝庄、蓮潭庄 | 白河庄   |
| 店仔口支廳 | 海豐厝區 | 下茄苳南堡   | 竹仔門庄、埤仔頭庄 | 白河庄   |
| 店仔口支廳 | 安溪藔區 | 下茄苳南堡   | 安溪藔庄、本協庄、烏樹林庄 | 後壁庄   |
| 店仔口支廳 | 安溪藔區 | 下茄苳南堡   | 土庫庄、卯舍庄 | 新營街   |
| 店仔口支廳 | 番仔藔區 | 下茄苳南堡   | 馬稠後庄 | 白河庄   |
| 店仔口支廳 | 番仔藔區 | 下茄苳南堡   | 番仔藔庄、牛稠埔庄、三界埔庄 | 水上庄   |
| 店仔口支廳 | 番社區   | 哆囉嘓西堡   | 番社街、許秀才庄、田尾庄、頂窩庄、吉貝耍庄 | 番社庄   |
| 店仔口支廳 | 番社區   | 哆囉嘓東下堡 | 大客庄、番仔嶺庄 | 番社庄   |
| 店仔口支廳 | 前大埔區 | 哆囉嘓東下堡 | 二重溪庄 | 番社庄   |
| 店仔口支廳 | 前大埔區 | 哆囉嘓東頂堡 | 前大埔庄、牛肉崎庄、下南勢庄、崎仔頭庄 | 番社庄   |

### 蕃地
1907年4月5日，嘉義廳公告蕃地的管轄區域名稱如下：
- 中埔支廳：達邦社、樟腳社、頂笨仔社、哖仔肉耳社、鱉頭社、竹腳社、落風社、砂米箕社、藤橋社、阿郡社、獺社、知母朥社、角端社、石埔有社、無老咽社、流朥社、勃仔社
- 竹頭崎支廳：流流紫社、全仔社、石鼓盤社

## 廳長
| 任次 | 肖像 | 姓名 (生–卒)        | 在任時間       | 在任時間       | 備註                                                     |
| ---- | ---- | ------------------- | -------------- | -------------- | -------------------------------------------------------- |
| 1    |      | 岡田信興(？–？)     | 1901年11月11日 | 1907年8月13日  |                                                          |
| 2    |      | 北原種忠(？–？)     | 1907年8月13日  | 1909年10月25日 | 1909年10月23日鹽水港廳鹽水港支廳與店仔口支廳併入嘉義廳。 |
| 3    |      | 津田毅一(1869–1937) | 1909年10月25日 | 1916年4月8日   | 1. 1915年2月27日裁撤下湖口支廳。 2. 任內發生土庫事件。   |
| 4    |      | 相賀照鄉(1873–1950) | 1916年4月8日   | 1919年5月21日  |                                                          |
| 5    |      | 相川茂鄉(1877–？)   | 1919年5月21日  | 1920年10月1日  |                                                          |

附註
1. ↑  原臺南廳長。
2. ↑  原民政部土木局庶務課長。
3. ↑  改任民政部土木局長。
4. ↑  原澎湖廳長。